# 349

## Nașteri
- dată necunoscută: Ioan Gură de Aur arhiepiscop al Constantinopolului și sfânt în biserica răsăriteană și apuseană (d. 407)